# De-Dion-Bouton-Elektroauto
Das De-Dion-Bouton-Elektroauto ist ein Pkw aus der Zeit um 1900. Hersteller war De Dion-Bouton in Frankreich.

## Beschreibung
Der Hersteller bot diese Fahrzeuge laut einer Quelle von 1900 bis 1901 an. Das Fahrgestell entsprach demjenigen des De Dion-Bouton Vis-à-Vis. Ob der Radstand von 1550 mm, die Spurweite von 1130 mm bis 1140 mm, die Fahrzeuglänge von 1804 mm und die Fahrzeugbreite von 1403 mm exakt übereinstimmen, ist nicht bekannt. Ein Elektromotor trieb die Fahrzeuge an. Laut einer Quelle war er unterhalb des Fahrzeugbodens montiert. Als Motorleistung sind 8 PS überliefert.
Eine andere Quelle gibt die Bauzeit mit 1900 bis 1903 an. Zumindest 1903 stellte De Dion-Bouton die Elektromotoren und die Batterien in seinem eigenen Werk her. Eine weitere Quelle nennt 1901.
Im Gegensatz zum Vis-à-vis waren der Fahrersitz und die Bedienelemente vorne angebracht. Dahinter befand sich ein kleines geschlossenes Abteil. Die Karosseriebauform wird in einer englischen Quelle als Brougham bezeichnet. Davon abweichend gibt eine Quelle an, dass zwei verschiedene Aufbauten zur Wahl standen, die jeweils Platz für vier Personen boten. Die Ausführung als Cab hatte Holzspeichenräder und der offene Tourenwagen Drahtspeichenräder. Die Batterien waren unter den beiden Sitzbänken angeordnet.
Als Leergewicht sind 4400 lb überliefert, was umgerechnet 1996 kg entspricht. Die Reichweite war beschränkt.
Es ist nicht bekannt, wie viele Fahrzeuge dieses Typs verkauft wurden. Eine Quelle meint, es war eine sehr geringe Zahl. Eine andere Quelle gibt an, dass sich die Fahrzeuge schlecht verkauften und dem Hersteller hohe Verluste einbrachten.